# Gastrochilus inconspicuus
Gastrochilus inconspicuus är en orkidéart som först beskrevs av Joseph Dalton Hooker, och fick sitt nu gällande namn av Carl Ernst Otto Kuntze. Gastrochilus inconspicuus ingår i släktet Gastrochilus och familjen orkidéer. Inga underarter finns listade i Catalogue of Life.

## Bildgalleri

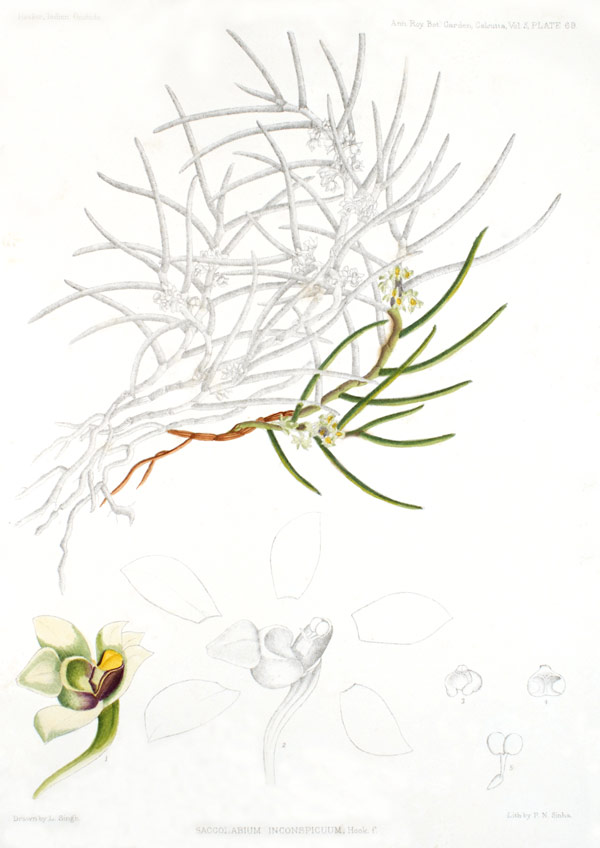